# Aldo Canazza
Aldo Canazza (Stanghella, Pàdua, Vèneto, 4 de gener de 1908 – Pianoro, Bolonya, 21 d'octubre de 2002) va ser un ciclista italìà que combinà la pista amb la carretera. Fou professional entre 1929 i 1941. En el seu palmarès destaquen tres victòries al Giro del Veneto (1930, 1931 i 1934).

## Palmarès
- 1927
  - La Popolarissima
- 1930
  - 1r al Giro del Veneto
- 1931
  - 1r al Giro del Veneto
- 1934
  - 1r al Giro del Veneto
  - 1r al Giro de Romagna
  - 1r al Critèrium d'Apertura
  - 1r a la Coppa San Geo

### Resultats al Giro d'Itàlia
- 1929. 51è de la classificació general
- 1931. 17è de la classificació general
- 1932. 52è de la classificació general
- 1933. 31è de la classificació general
- 1934. Abandona
- 1935. Abandona

### Resultats al Tour de França
- 1932: Abandona (10a etapa)